# Denis la Malice (série télévisée d'animation)
Pour les articles homonymes, voir Denis la Malice (homonymie).
Denis la Malice (Dennis the Menace) est une série télévisée d'animation américano-franco-japonaise en 78 épisodes de 21 minutes, comptant chacun trois segments de sept minutes, créée par Jean Chalopin d'après le comic strip éponyme d'Hank Ketcham et diffusée entre le 22 septembre et le 19 décembre 1986 en syndication, puis du 22 janvier au 26 mars 1988 sur le réseau CBS.
En France, la série a été diffusée à partir du 5 novembre 1986 sur Canal+ dans l'émission Cabou Cadin. La série fut rediffusée à partir de février 1989 dans Graffi'6 sur M6, puis à partir du 24 avril 1989 dans Youpi ! L'école est finie sur La Cinq, partiellement en 1995 sur TF1 dans le Club Dorothée et en 1996 sur France 3 dans Les Minikeums. Au Québec, elle a été diffusée à partir du 19 septembre 1988 sur Canal Famille.

## Synopsis
Denis, un garçonnet extrêmement malicieux d'une dizaine d'années, passe son temps à faire des bêtises. Son voisin, Monsieur Wilson, (Martin dans la version française) est sa victime favorite (Trois histoires par épisodes).

## Distribution

### Voix françaises
- Martine Reigner : Denis
- Michel Beaune : M. Martin
- Jean-Luc Kayser : le père de Denis
- Christine Aurel : la mère de Denis
- Marie Martine : Bibi
- Amélie Morin : Marguerite
- Odile Schmitt : Joël
- Séverine Morisot : Nina
- Christian Pélissier : voix additionnelles

 Source et légende : version française (VF) sur RS Doublage

## Épisodes
1. Comment peindre une maison / À la chaîne / Denis Bogart
2. Un visiteur venu d'ailleurs / Un voyage en train / Le génie de la lampe
3. Une joyeuse guérison / Les fantômes / Sauver la vie
4. Un requin bavard / Dans la jungle / Denis le jockey
5. Denis président des U.S.A. / Un week-end mouvementé / Martin la malice
6. La pêche à la truite / La radio du futur / Le cadeau piégé
7. Un drôle de chaton / Monsieur Martin au cirque / Le monstre du marais
8. Le complexe sportif / Aventure en Alaska / Panique sur le terrain de golf
9. Au sommet de la gloire / Denis dans l'espace / La flûte magique
10. La vente de charité / L'abominable homme des neiges / Le robot de Denis
11. Denis et l'agent de police / Les Martin déménagent / Et une limonade, une !
12. Un véhicule lunaire / Les cheveux de Marguerite / La rose pourpre de Denis
13. Au supermarché / La statue de la liberté / Le détecteur
14. Henri la malice / La machine volante de Denis / La maison dans les arbres
15. La course en ballon / King Kong / Denis le pirate
16. Une vie de chien / La machine à remonter le temps / La course du siècle
17. Le piège à souris / Le magicien d'Oz nouvelle version / Lavage automatique
18. Le rodéo / Denis et le général / Histoires à faire dresser les cheveux
19. Le bonhomme de neige / L'enfant invisible / Denis bricoleur
20. Le chapeau du magicien / En Amérique du Sud / Visite à la centrale électrique
21. Monsieur Muscle / La ruée vers l'or / Monsieur Martin fait du cinéma
22. L'invasion extraterrestre / Un western plus vrai que nature / La fête du poulailler
23. Le tandem / Un pique-nique de compétition / L'écureuil
24. Plouf et les cambrioleurs / Denis, Georges et le tank / Une deuxième lune de miel
25. Drôle d'oiseau / Denis puissance quatre / La dent de Joël
26. À l'hôpital / Un cheval nommé Horace / Henri le toréador
27. Denis le devin / Denis et les kangourous / Les spaghettis de Denis
28. Chère tante Olivia / Le chevalier et la princesse / En accéléré
29. Cauchemar à l'opéra / Denis à Londres / Panique au grand magasin
30. Marco la menace / Denis le génie / Plus rusé que Denis
31. Les indiens attaquent / Docteur Genistein / Le concours de saut
32. Le voleur de bicyclette / Voyage dans une mine / L'anniversaire de Marguerite
33. Retour au Moyen Âge / L'ami castor / La mémoire courte
34. Confusion de personne / Un come back surprenant / Plouf : un innocent accusé
35. À la laverie / La ferme de l'oncle Charles / Monté sur ressorts
36. Le sosie de Denis / Denis et le bûcheron / Les femmes de ménage
37. Un peintre de génie / La cité des chiens / Un bébé géant
38. Une niche ultra sophistiquée / Denis et le dragon / Le hoquet
39. Le gros lot / Un film plus magique que nature / C'est le coiffeur
40. Le sifflet de Denis / Le porte-bonheur / Heures supplémentaires
41. Un super champion de baseball / Monsieur Martin au régime / Le chef d'orchestre
42. Au village japonais / Thérapie de choc / La guerre des jardins
43. Denis et la fanfare / La reine de la ville chinoise / Un costume magique
44. Au bowling / Denis, commandant de marine / Denis l'arbitre
45. Le vampire / Au temps de la révolution / Martin, candidat à la mairie
46. À bicyclette / Un pianiste de génie / Le singe patineur
47. Denis le démolisseur / Une bicyclette transformable / Denis et les chiens
48. En visite à Dallas / À Hawaii / L'or noir
49. Un bon vendeur / Denis à Venise / L'autre Sherlock Holmes
50. Denis fait du surf / Denis et les pirates / Denis karateka
51. Le sous-marin / Plouf à l'école disciplinaire / Une nuit chez les Martin
52. Les JO domestiques / Plouf et les dinosaures / Denis pâtissier
53. La révolution tranquille / Le stylo magique / Denis et les escrocs
54. Un parfait maître de maison / Compétition sans pitié / Une voiture très performante
55. Cadeaux aux enchères / Un passager clandestin / L'alarme de Monsieur Martin
56. L'attaque des tomates géantes / L'œuf de dinosaure / L'acheteur immobilier
57. Denis l'homme d'affaires / Denis le footballeur / En colonie de vacances
58. Un quartier bien tranquille / Le fantôme du musée de cire / Denis et la bohémienne
59. À la Maison Blanche / Denis chez les puces / Denis fait de la publicité
60. Plouf et le chien mécanique / Travail à mi-temps / Le casque de Monsieur Martin
61. La métamorphose de Denis / À la recherche d'une plante rare / Des chaussures odorantes
62. Un dangereux criminel / Plouf a disparu / Denis le détective
63. La médaille de Plouf / Les Martiens arrivent / Les jeux olympiques des vétérans
64. La piscine des Martin / La caravane / La grande peur de Marguerite
65. Denis et la cloche de la liberté / Denis, pilote d'avion / Plouf au tribunal
66. Un week-end bien calme / Gare au gorille / Denis le magicien
67. Mini Denis / Michaux Crusoé / Nouvelle cuisine
68. On tourne / Au temps des Vikings / Otarie en folie
69. Bain de boue / Nessie mon amie / À la carte
70. Pêle-mêle à l'hôtel / À moi l'oie ! / Tel père, tel fils
71. Une bonne nuit / Denis Tarzan / Super Denis
72. Le tunnel / Un tour dans la tour / Frankensthenri
73. La guerre des neiges / Extra, les extraterrestres ! / Pour le meilleur et pour le pire
74. La momie / Pigeon marocain / Le salon des horreurs
75. Partie de pêche / Box office / Que d'eau, que d'eau !
76. Sports d'hiver divers / Les as de l'aviation / Rusé comme un renard
77. Sécurité oblige / Au pays des merveilles / Un souvenir marquant
78. Tartes à la crème / Georges Martin alpiniste / Holiday on ice

## VHS
Sortie en France en d'un coffret VHS du studio Alcome
- Coffret : 1999 (6 cassettes VHS - Épisodes 67,69,71,73,75,76)

## DVD
Sortie en France en double coffret DVD chez l'éditeur : IDP
- Coffret 1 : 17/12/2013 (6 DVD - Épisodes 1 à 39)
- Coffret 2 : 17/12/2013 (6 DVD - Épisodes 40 à 78)

## Autour de la série
- Cette série d'animation est basée sur la série télévisée Denis la petite peste.
- Une équipe de 50 scénaristes, dont Gerry Day, a écrit 65 des 78 épisodes de la série.
- À la suite du succès du dessin animé, DIC produira un téléfilm intitulé Dennis la Menace[2] (Dennis the Menace: Dinosaur Hunter) diffusé sur M6 en 1989. Un film verra aussi le jour en 1993, Denis la Malice dans lequel Denis est âgé de cinq ans.